# Остоженка
Вулиця Остоженка (в 1935-1986 — Метробудівська вулиця) — вулиця в Центральному адміністративному окрузі міста Москви. Проходить від площі Пречистенські Ворота до Кримської площі, лежить між Пречистенкою і Пречистенською набережною. Нумерація будинків ведеться від площі Пречистенські Ворота. Назва XVII століття, дано за старовинним урочищем Остож'є. Є однією з найдорожчих вулиць у світі.